# Breonadia salicina

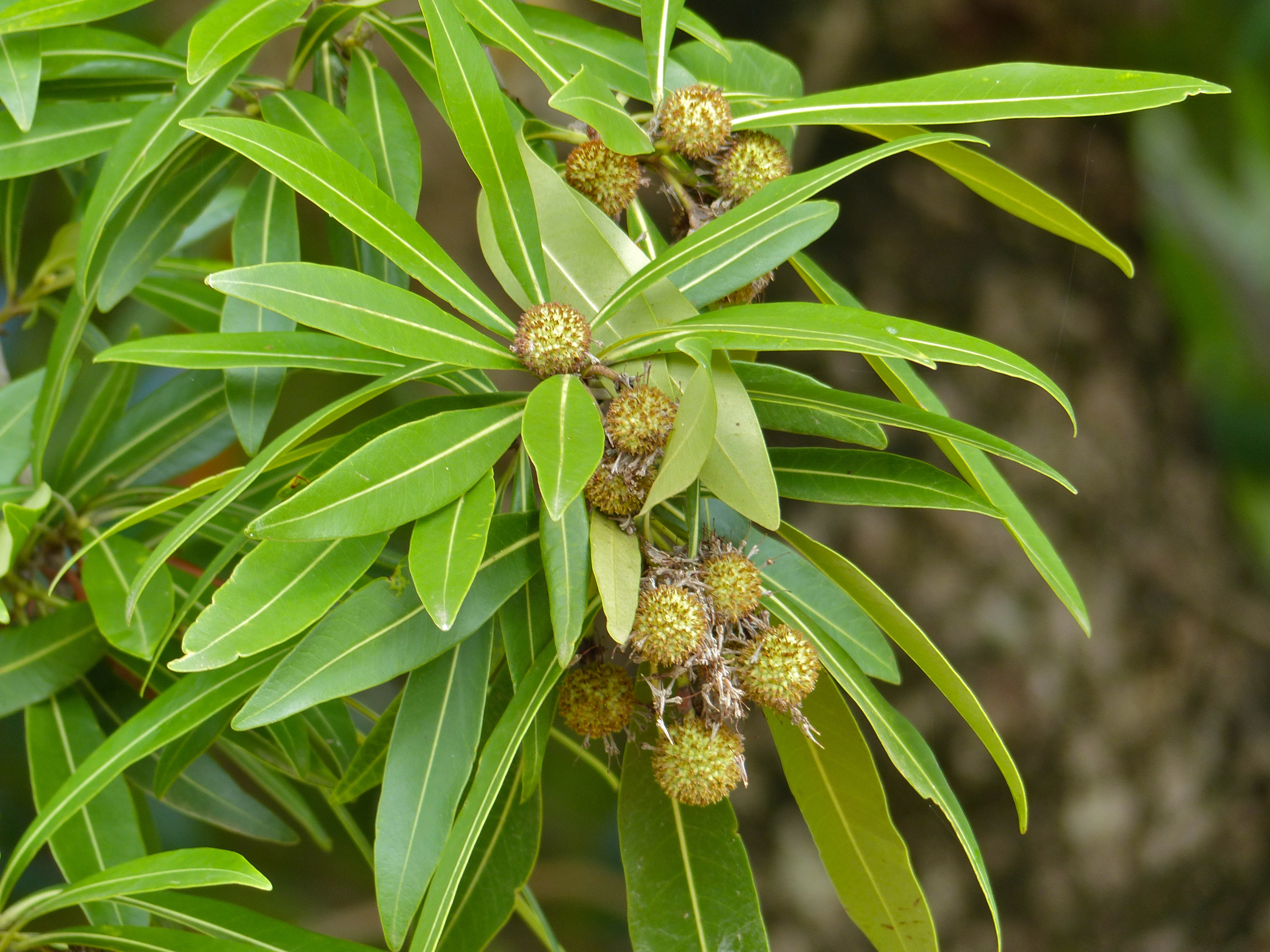
Blätter und Blütenstände von Breonadia salicina

Breonadia salicina ist ein Baum aus der Familie der Rötegewächse aus dem tropischen bis südlichen Afrika, Madagaskar und der Arabischen Halbinsel. Sie ist die einzige Art der Gattung Breonadia.

## Beschreibung

### Vegetative Merkmale
Breonadia salicina wächst als immergrüner und schnellwüchsiger, bis über 20 Meter hoher Baum, die braun-gräuliche, relativ glatte Borke ist rissig bis schuppig. Der Stammdurchmesser kann 80 Zentimeter oder mehr erreichen.
Die büschelig, wirtelig angeordneten, einfachen und ledrigen, etwas steifen Laubblätter sitzen endständig an den Zweigenden. Die kurz gestielten, rundspitzigen bis spitzen und kahlen Blätter sind ganzrandig und lanzettlich bis eilanzettlich. Die Blätter sind unterseits heller und sind bis 10–30 Zentimeter lang und bis 2–9 Zentimeter breit. Die Nervatur ist gefiedert mit hellerer, unterseits hervortretenden Mittelader. Es sind kleine, zweispaltige und interpetiolare, sowie abfallende Nebenblätter vorhanden.¨

### Generative Merkmale
Als Blütenstände werden meist langgestielte, achsel- bzw. endständige, kleine und vielblütige, kugelige und einzeln erscheinende Köpfchen gebildet. Sie messen bis etwa 2,5 Zentimeter im Durchmesser und haben, darunter, etwa in der Mitte des Blütenstandstiels, zwei bis vier, membranöse Vorblätter. Die kleinen, duftenden und zwittrigen, sitzenden sowie fünfzähligen Blüten besitzen eine doppelte Blütenhülle. Die Blüten sind von vielen, sehr kleinen und schmalen Deckblättern umringt. Der haarige Kelch ist basal, kurz verwachsen mit fünf freien Lappen. Die grünliche bis rötlich-violett bis gelbe, außen haarige Blütenkrone ist trichterförmig mit oben fünf kürzeren, freien Lappen. Die Staubblätter mit kurzen Staubfäden und pfeilförmigen Staubbeuteln sitzen oben in der Kronröhre. Der zweikammerige Fruchtknoten ist unterständig mit einem langen, geraden und weißlichen Griffel mit kopfiger, keulenförmiger und grünlicher Narbe.
In den rundlichen Köpfchen (Fruchtverbände, Scheinfrüchte) werden viele kleine, bräunliche und behaarte, zweiklappige und septizidale, bis etwa 3,5–4,5 Millimeter lange Kapselfrüchte, mit vier länglichen, spitzen Anhängseln, gebildet die einige Samen enthalten. Die kleinen Samen sind etwa 2–3 Millimeter lang.

## Systematik
Die Gattung Breonadia wurde 1975 von Colin Ernest Ridsdale in Blumea 22: 549 aufgestellt, die Erstbeschreibung des Basionyms Nerium salicinum erfolgte 1791 durch Martin Vahl in Symbolae Botanicae 2:45, die Umteilung in Breonadia salicina in eine neue Gattung erfolgte 1982 durch Frank Nigel Hepper und John Richard Ironside Wood in Kew Bull. 36: 860. Es sind einige Synonyme bekannt.
Der Gattungsname wurde wahrscheinlich zu Ehren des Botanikers und Pflanzensammlers Jean Nicolas Bréon (1785–1864) erteilt.

## Verwendung
Die Rinde, die Blätter und die Wurzeln werden medizinisch verwendet. Auch das Holz findet für verschiedene Anwendungen Verwendung.